# František Pecháček (gymnasta)

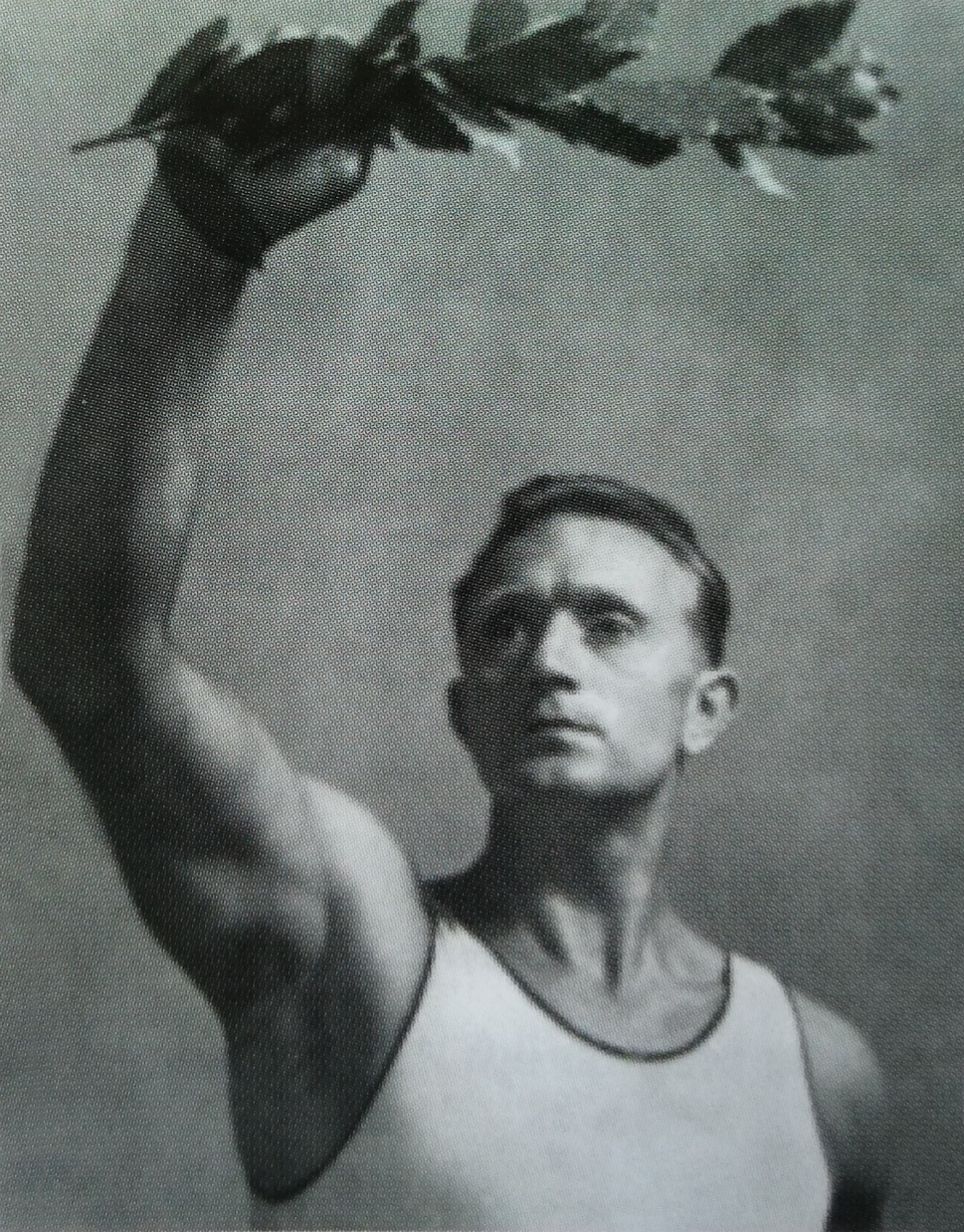
František Pecháček ve 20. letech 20. století jako umělecký model pro sokolského borce

František Pecháček (15. února 1896 Záhornice – 3. února 1944 koncentrační tábor Mauthausen) byl sokolský cvičitel, autor odborných publikací o tělesné výchově a po německé okupaci Čech, Moravy a Slezska člen odbojového hnutí Obec sokolská v odboji. Po atentátu na říšského protektora Reinharda Heydricha byl uvězněn a odeslán do koncentračního tábora Mauthausen, kde byl 3. února 1944 popraven.

## Život
Ač se narodil v Záhornici, prožil Pecháček většinu svého mládí v Nové Pace, kde se také stal členem sokolské obce. Po vzniku Československa v roce 1918 se připojil k formující se armádě, kde získal poddůstojnickou hodnost a zastával roli velitele školy pro výcvik tělesné zdatnosti. Ještě během působení v armádě se stal aktivním cvičitelem Sokola, s družstvem Československé obce sokolské dosáhl mezinárodních úspěchů. Po odchodu z armády přijal funkci vedoucího stálých škol obce sokolské v Tyršově domě, vytvářel hromadné skladby pro družstva cvičenců. Jedna z těchto skladeb zvítězila v mezinárodní gymnastické soutěži v Paříži v roce 1937. K jeho hlavním dílům patří také skladba Přísaha republice předvedená 30 000 cvičenci na X. Všesokolském sletu v roce 1938.
Po vypuknutí druhé světové války se Pecháček spolu s mnoha jinými Sokoly připojil k odbojové organizaci Obec sokolská v odboji (a její nástupnické organizaci Jindra). Zde zastával funkci zemského velitele. V rámci ilegální činnosti se v jeho bytě konaly schůzky odbojářů, včetně schůzky se členem výsadku Operace Anthropoid, Janem Kubišem, který zde byl prověřován vedoucím Jindry, Ladislavem Vaňkem. Po atentátu na Heydricha byl Pecháček zatčen spolu se svou ženou Emilií Pecháčkovou a rodinou svého bratra. Po výsleších ve vyšetřovacím zařízení na Karlově náměstí byli Pecháček se ženou (která byla krátkodobě propuštěna) nezávisle odesláni do koncentračního tábora Mauthausen. Emilie Pecháčková byla 26. ledna 1943 popravena v plynové komoře. František Pecháček byl nejprve vězněn ve věznici gestapa v malé pevnosti v Terezíně, odkud byl později převezen do Mauthausenu. Zde byl 3. února 1944 popraven. Způsob jeho popravy není jednoznačně zdokumentován. Některé zdroje uvádí, že byl zastřelen popravčí četou, jiné tvrdí, že měl být roztrhán psy; třetí verze uvádí, že byl nejprve těžce zraněn dogou velitele tábora Georga Bachmayera a po ošetření v nemocnici zastřelen.

## Ocenění
- čestný občan Prahy 5, 2019[8]
- Řád Bílého lva I. třídy, vojenská skupina (in memoriam), 2023

## Odkaz v umění
Jako předobraz ideálního sportovce stál na počátku 20. let 20. století František Pecháček modelem několika umělcům. Akademický sochař Emanuel Kodet podle něj vytvořil sochu sokolského borce, akademický sochař a medailér Josef Šejnost použil jeho podobu při návrhu přebornické medaile Československé obce sokolské. Pecháčkovu podobu lze nalézt také na jubilejním svatováclavském dukátu Otakara Španiela.

## Připomínky
- Pamětní deska na vnější fasádě domu číslo popisné 1810 v ulici Jindřicha Plachty na pražském Smíchově připomíná Františka Pecháčka a jeho manželku Emilii Pecháčkovou. Na desce je nápis: ZDE ŽILI A BYLI ZATČENI / FRANTIŠEK PECHÁČEK, / VYNIKAJÍCÍ SOKOLSKÝ PRACOVNÍK, / ZEMSKÝ VELITEL ODBOJOVÉ ORGANIZACE "JINDRA" / A JEHO CHOŤ / MILKA PECHÁČKOVÁ / umučeni v koncentračním táboře v Mauthausenu, / obětovali životy za svobodu národa / Družstvo "STŘED" v Praze.[9]
- Poblíž křižovatky ulic Hlavní a Ke Hřbitovu v obci Záhornice se nachází pomník věnovaný Františku Pecháčkovi. Na pomníku je nápis: STOJÍME PEVNĚ, PŘIPRAVENI S NOVOU SILOU ZA LEPŠÍ PŘÍŠTÍ SVÉ DRAHÉ VLASTI BOJOVAT / 15.2.1896 - 3.2.1944 // FRANTIŠEK PECHÁČEK // RODÁK ZE ZÁHORNICE, SOKOLSKÝ CVIČITEL, OLYMPIONIK A ZEMSKÝ VELITEL SOKOLSKÉ / ODBOJOVÉ ORGANIZACE JINDRA, ZAVRAŽDĚNÝ NACISTY V MAUTHAUSENU.[10][11]

## Galerie

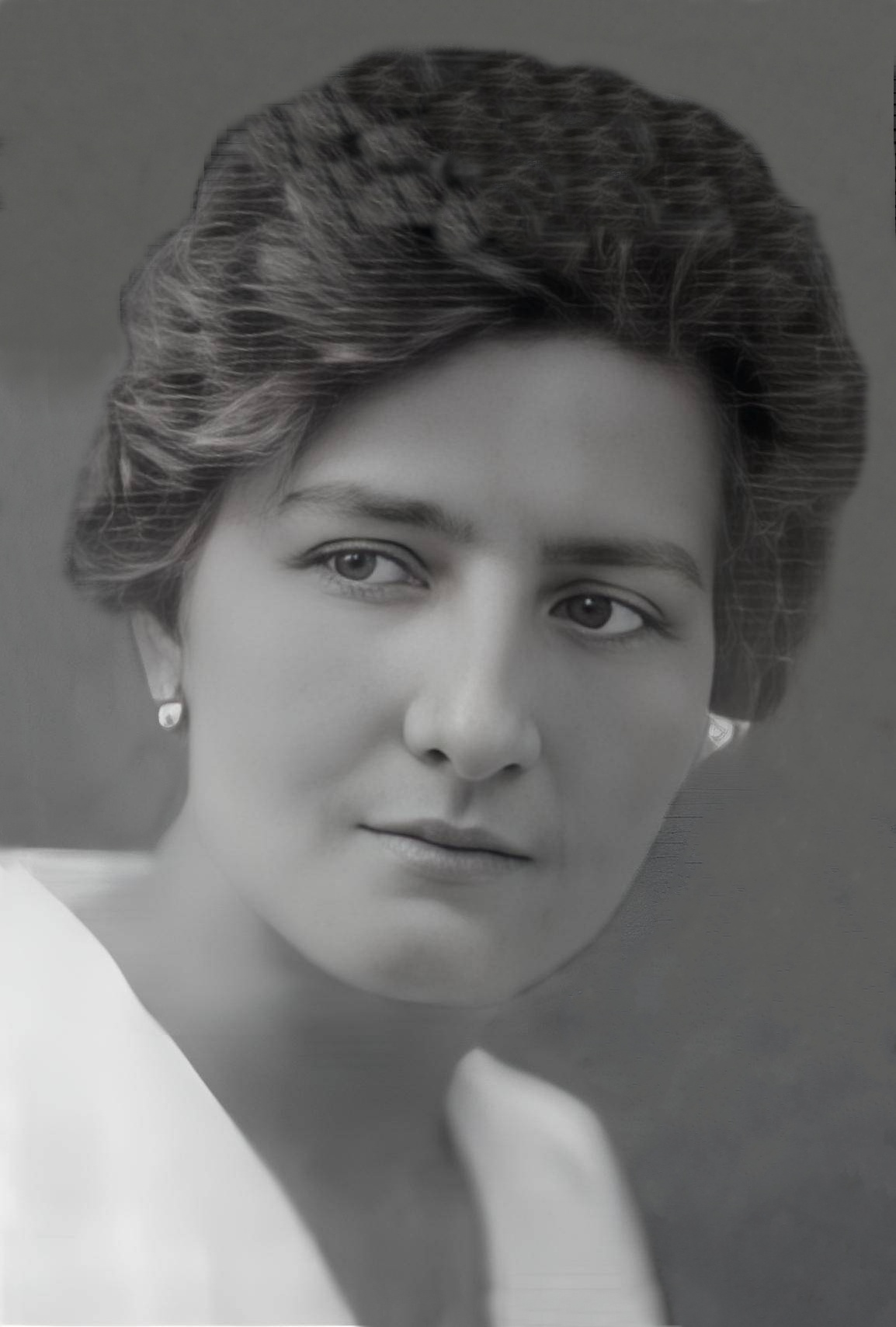
Jeho manželka Emilie Pecháčková v mladém věku
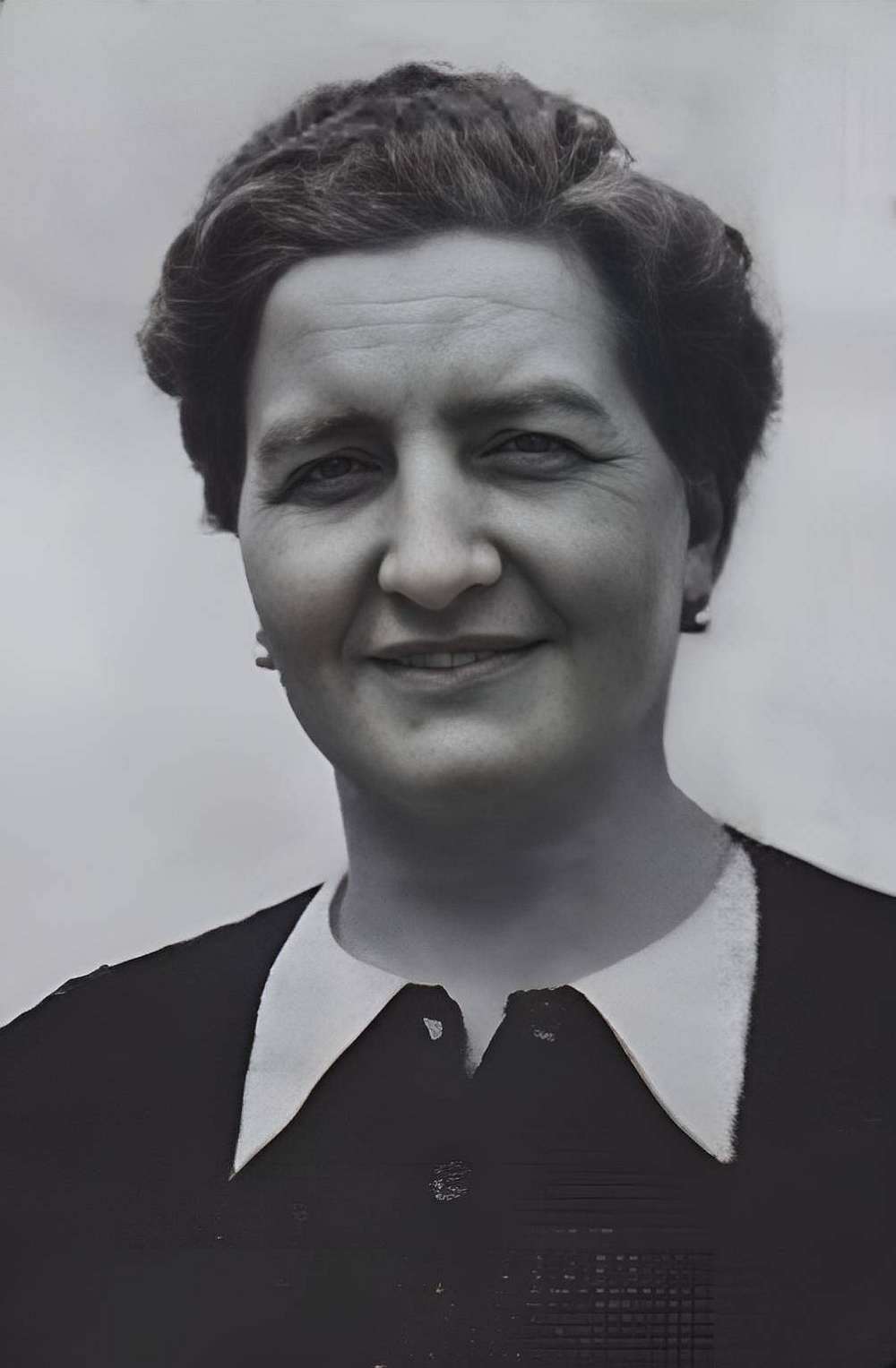
Emilie Pecháčková ve zralém věku
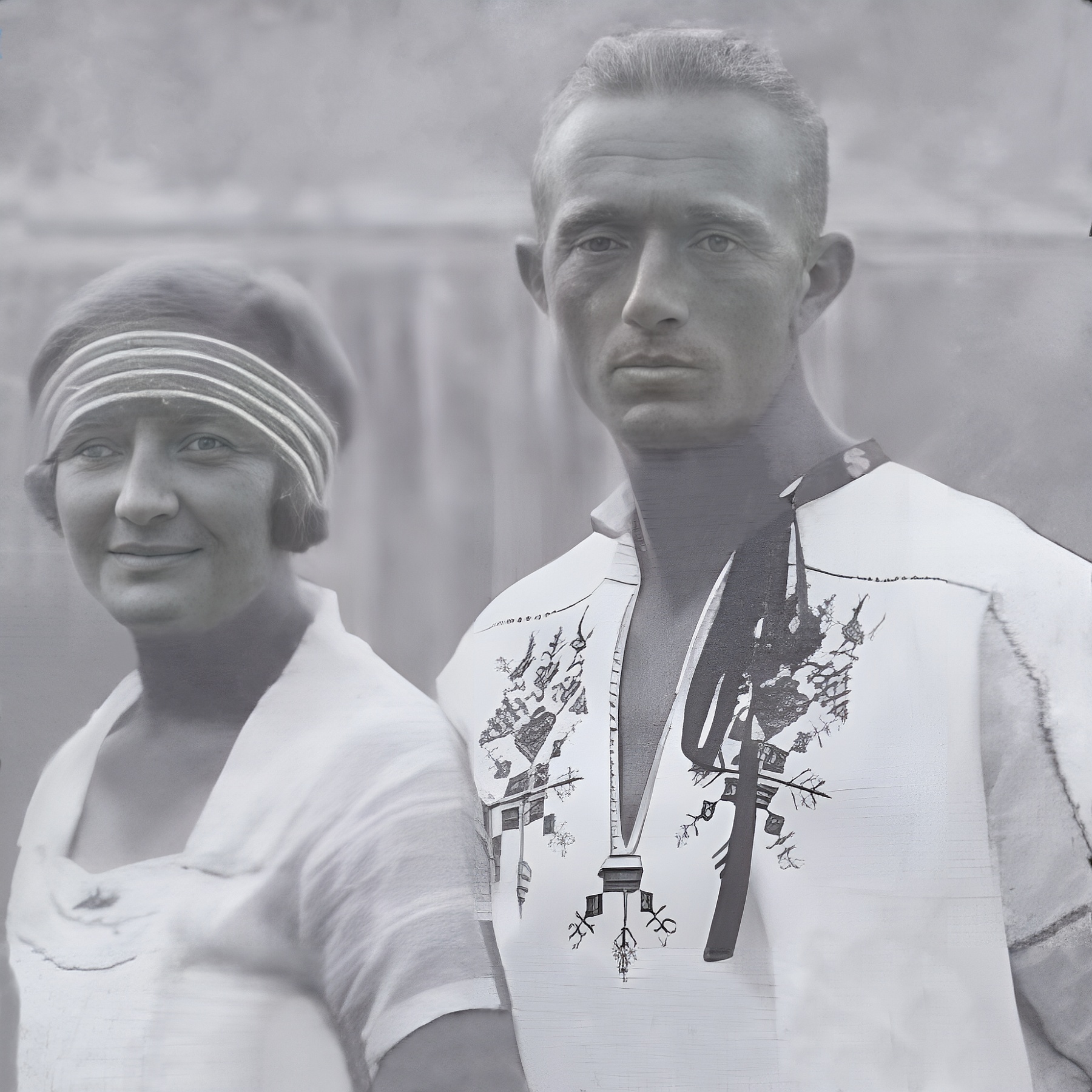
Manželé Pecháčkovi ve cvičebním sokolském úboru
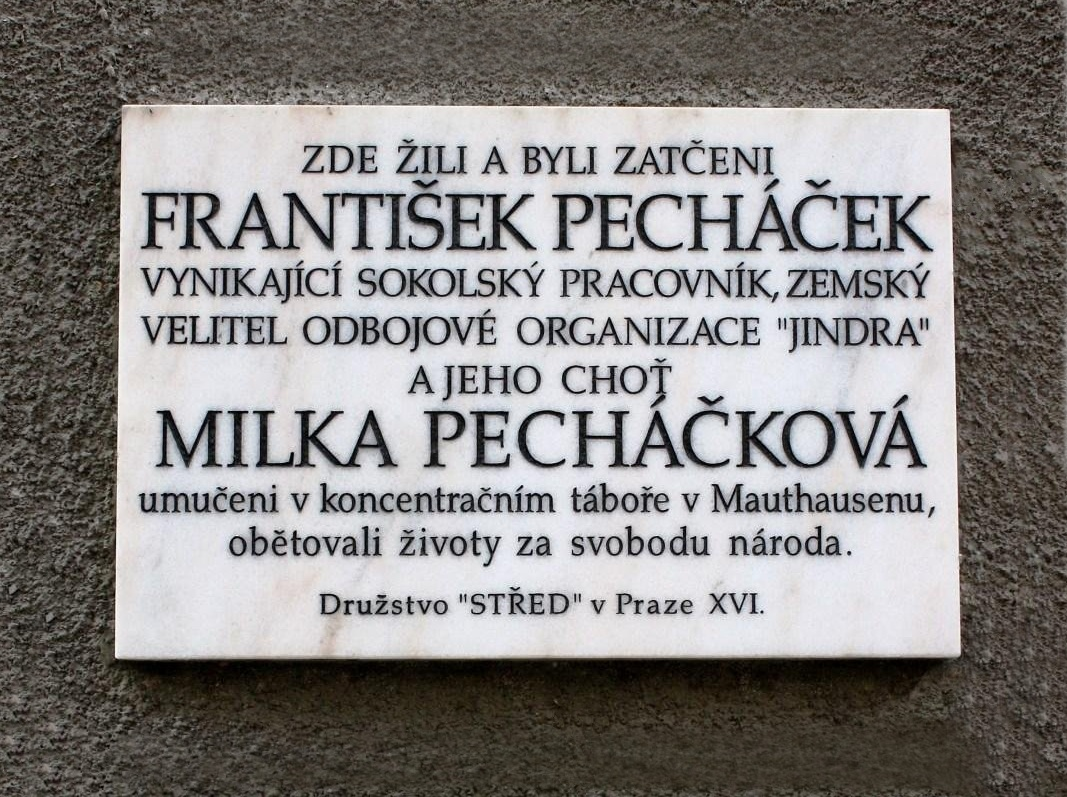
Pamětní deska na vnější fasádě domu číslo popisné 1810 v ulici Jindřicha Plachty na pražském Smíchově